# NGC 329

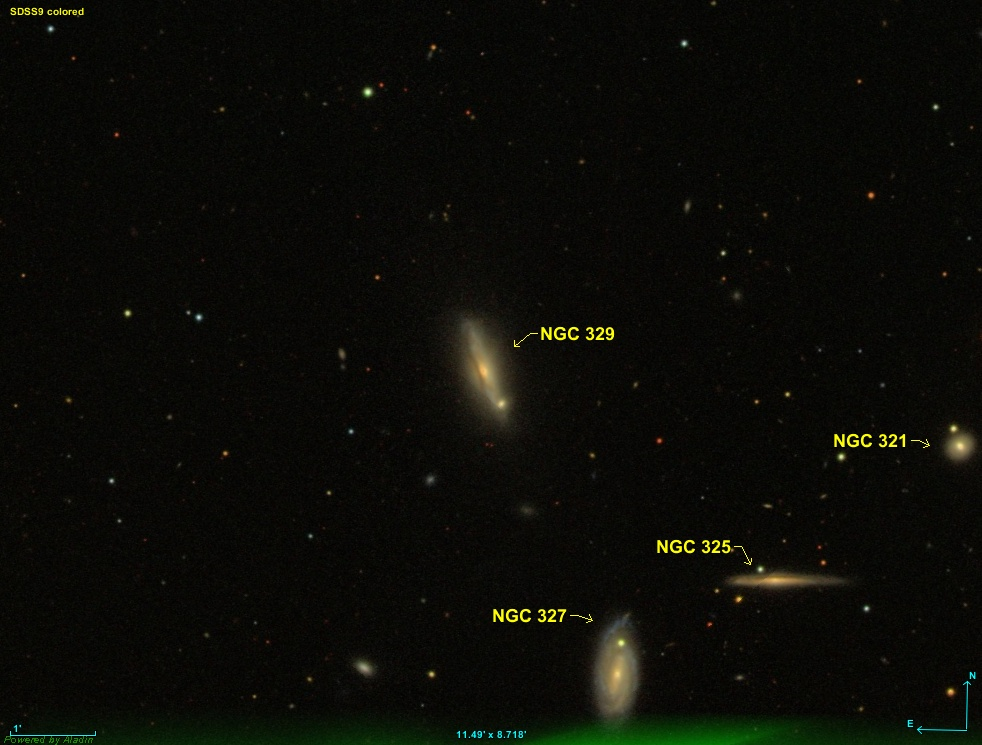
スローン・デジタル・スカイサーベイによる画像

NGC 329は、くじら座の方角にある渦巻銀河である。1864年27日にドイツ人天文学者のアルベルト・マルトが発見した。ジョン・ドライヤーにより、「暗くて、伸びている」と記述された。